# Terreny perillós
 Terreny perillós  (original: On Dangerous Ground) és una pel·lícula estatunidenca, dirigida per Nicholas Ray, estrenada el 1952 i doblada al català.
Pel·lícula negra, és l'adaptació de la novel·la Mad with Much Heart de Gerald Butler.
La pel·lícula és estructurada en dues parts. La primera, la durada de la qual és aproximadament de trenta minuts, filmada al final de la jornada i de nit als barris de mala fama d'una metròpoli dels Estats Units, reagrupa quasi exhaustivament els codis de la pel·lícula negra en medi urbà, és a dir: enllumenats en clarobscurs, avingudes en l'asfalt gris i moll, carrerons en la foscor, reverberacions i el seu halo de llum, petits malfactors, policíacs íntegres.
Per a la segona part, Nicholas Ray efectua un viratge de 180 graus; el contrast és embargador amb una decoració rural, un ambient diürn, paisatges nevats i una molt forta lluminositat. En aquesta segona part, hom reconeix en el tema musical de Bernard Herrmann associat a la persecució del malfactor una primera versió del cèlebre tema de la persecució en Perseguit per la mort de Hitchcock.

## Argument
Jim Wilson (Robert Ryan) és un policia solter, completament sacrificat al seu ofici, els resultats del qual són bons fins i tot excel·lents, però obtinguts per mètodes d'investigació agressius i sovint al marge de la legalitat, desaprovats pels seus col·legues i la seva jerarquia. És igualment un ésser fosc, de temperament irascible, el resultat de frustracions acumulades. Està encarregat de la investigació de l'homicidi d'un dels seus col·legues comes dues setmanes abans i del qual el o els autors han fugit. En companyia del seu soci i explotant una informació d'un polícia, els dos homes van al domicili de Myrna Bowers (Cleo Moore), l'amic de la qual, Bernie Tucker (Richard Irving), es considera que forma part del cercle dels presumptes culpables.
Després d'haver obtingut de Myrna l'adreça de l'amagatall del seu amic, aquest últim és detingut; en el transcurs de la interpel·lació, exasperat per la insolència de Bernie, Jim el colpeja. El capità Brawley (Ed Begley), el seu superior, ho desaprova demanant-li que en el futur, faci prova de calma i de retenció. Alguns dies més tard, en una patrulla, Jim i els seus acòlits senten una dona cridar i descobreixen Myrna; ha estat apallissada per dos brètols que són detinguts per la polícia. Jim agafa un dels dos homes i l'estomaca, cometent de nou un acte de violència.
L'endemà d'aquest nou error, Brawley anuncia a Jim que serà traslladat a una zona rural i muntanyenca a 100 km al nord de la ciutat. Malgrat això, conserva un treball similar i és encarregat d'investigar l'assassinat d'una noia, Sally Brent. Jim i Walter Brent, el pare (Ward Bond) de la víctima, home violent i de caràcter, l'objectiu reconegut del qual és venjar la mort de la seva filla i que vol acompanyar sempre l'inspector, persegueixen el sospitós, un adolescent, gràcies al rastre deixat a la neu; els porten a una casa aïllada on viu Mary (Ida Lupino), una jove i bonica dona cega el germà de la qual, Danny, ha desaparegut fa dos dies. Convençut que Mary no diu la veritat i protegeix el fugitiu, Walter es prepara a pegar-li per fer-la parlar, però el policia s'interposa.
Jim no és insensible als encants de la jove cega i, ràpidament l'atrau aquesta misteriosa dona; i en Mary neix un sentiment recíproc...

## Repartiment
- Ida Lupino: Mary Malden
- Robert Ryan: Jim Wilson
- Ward Bond: Walter Brent
- Charles Kemper: Pop Daly
- Anthony Ross: Pete Santos
- Ed Begley: Capità Brawley
- Cleo Moore: Myrna Bowers
- Ian Wolfe: Xèrif Carrey
- Richard Irving: Bernie Tucker